# レオン都市開発
株式会社レオン都市開発（レオンとしかいはつ）は、大阪府大阪市北区天満橋に本社を置く不動産会社である。
関連会社に株式会社レオンワークス、株式会社レオンアーバンマーケティングがある。

## 事業所
- 本社所在地：大阪府大阪市北区天満橋1-6-18　LEON BLDG　7F

## 概要
- 主に投資向けの分譲マンションを販売している。
- マンションブランド名『レオンコンフォート』シリーズ。

## 沿革
- 2004年（平成16年）2月 - 大阪市西区北堀江にて会社設立
- 2007年（平成19年）
  - 8月 - レオンコンフォートシリーズ第1棟目となる『レオンコンフォート難波西』を販売開始
  - 11月 - 大阪府知事（1）第50662号から国土交通大臣（1）第7609号に
  - 12月 - 本社を大阪市中央区心斎橋筋に移転
- 2008年（平成20年）
  - 1月 - 「チーム・マイナス6%」の活動に参加
  - 5月 - ISO 9001を取得
  - 7月 - 東京都渋谷区渋谷に東京支社を開設
- 2009年（平成21年）
  - 2月 - NPO法人フローレンスの「ひとり親家庭の支援」活動に参加
  - 6月 - 国際NGOワールド・ビジョン・ジャパンの「チャイルド・スポンサーシップ」活動に参加
  - 8月 - 水田オーナーズクラブの活動に参加
- 2011年（平成23年）
  - 8月 - 資本金を1億円に増資
- 2012年（平成24年）
  - 6月 - 関東エリアで初めての自社物件『レオンコンフォート西新橋』竣工
  - 8月 - 東京支社を移転増床
  - 10月 - シリーズ10棟目となる『レオンコンフォート難波』竣工
- 2013年（平成25年）
  - 2月 - 本社を現住所に移転